# Лунгул (гора)
Лунгуль — вершина  Покутско-буковинских Карпат. Расположена в Вижницком районе Черновицкой области.
Высота горы — 1377 м. Вершина имеет округлую форму, склоны крутые, кое-где — каменные осыпи. Гора состоит из песчаников. Склоны покрыты еловыми лесами с примесью пихты и бука.
Севернее Лунгул лежит село Долишний Шепот, на юго-запад — село Русская. Северо-западнее горы расположен перевал Шурдин (1173 м), на северо-восток — перевал Саде (1077 м), по которому протягивается хребет Чимирна. Южнее горы лежит небольшой хребет Доугегрун, по которому проходит украинско-румынская граница.